# Buztintze-Hiriberri
Buztintze-Hiriberri  (en francès i oficialment Bustince-Iriberry), és un municipi de la Baixa Navarra, un dels set territoris del País Basc, al departament dels Pirineus Atlàntics i a la regió de la Nova Aquitània. Limita amb les comunes d'Ainhize-Monjolose al nord, Jatsu Garazi al nord-oest, Lakarra a l'est, Duzunaritze-Sarasketa al sud-est i Donazaharre al sud-oest.

## Demografia
| 1901 | 1962 | 1968 | 1975 | 1982 | 1990 | 1999 |
| --- | ---- | ---- | ---- | ---- | ---- | ---- |
| 232 | 138  | 138  | 115  | 112  | 111  | 94   |
| A partir de 1962, el cens té en compte la població resident definida com a "Population sans doubles comptes" per l'INSEE |      |      |      |      |      |      |